# Nico & Vinz
Nico & Vinz är en norsk musikgrupp från Oslo, bestående av rapduon Nicolay "Nico" Sereba och Vincent "Vinzy V" Dery. Gruppen bildades 2009 och i december 2010 släppte de mixtapen Dreamworks: Why not me? gratis på Internet. I maj 2011 släpptes singeln "One Song", som kom in på A-listorna på flera norska radiostationer.
Gruppen mottog Spellemannprisen 2012, då videon till "One Song" blev årets musikvideo. 2013 släppte gruppen R&B singeln "Am I Wrong", som nådde en andraplacering på de norska, svenska och danska topplistorna.

## Medlemmar
- Nicolay "Nico" Sereba (f. 1990) från Holmlia, Oslo
- Vincent "Vinz" Dery (f. 1990) från Lambertseter, Oslo

## Diskografi

### Album
- 2012 – The Magic Soup and The Bittersweet Faces
- 2014 – Black Star Elephant

### Mixtapes
- 2010 – Dreamworks: Why Not Me (som Envy)

### Singlar
| År   | Titel                | Album                                    |
| ---- | -------------------- | ---------------------------------------- |
| 2011 | "Set to Go"          | Dreamworks: Why Not Me                   |
| 2011 | "One Song"           | The Magic Soup and the Bittersweet Faces |
| 2012 | "Go Loud"            | The Magic Soup and the Bittersweet Faces |
| 2013 | "Am I Wrong"         | Black Star Elephant                      |
| 2013 | "In Your Arms"       | Black Star Elephant                      |
| 2014 | "When the Day Comes" | Black Star Elephant                      |